# Ukrainian Business Group
Ukrainian Business Group (ukr. Корпорація «Ukrainian Business Group», UBG) – holding na Ukrainie, założony w 1997 roku. Dyrektorem Generalnym Ukrainian Business Group jest Ołeksandr Steciuk.

## Struktura
Do Ukrainian Business Group należą:
- sieć medyczna „Dobrobut”,
- grupa inwestycyjna „Inicjatywa”,
- centrum „Ukraińska finansowa sieć”,
- ukraińskie kanały telewizyjne: KRT, Business, Dobro TV, 100, A-one i Ukrainian Fashion.

Grupa została założona w roku 1997 przez Rusłana Demczaka. W maju 2011 roku Ukrainian Business Group została członkiem EBA (European Business Association) – wiodącej organizacji dla zagranicznego biznesu na Ukrainie, która zrzesza ponad 800 firm ukraińskich i międzynarodowych.